# Amersur
AmerSur es una asociación civil sin fines de lucro dedicada a la confección, publicación y promoción de estudios ligados a la política internacional, en particular a la temática de la integración sudamericana y otros temas enmarcados en las Ciencias Sociales. 

Con sede en la Ciudad Autónoma de Buenos Aires, desde su fundación en 1997, Amersur ha participado en la organización de seminarios  y la difusión de trabajos de importantes intelectuales latinoamericanos. Entre otros, Celso Amorim, Luiz Carlos Bresser Pereira, Darc Costa, Luis Dallanegra, José Luis Fiori, Leopoldo González Aguayo, Luiz Alberto Moniz Bandeira,  Samuel Pinheiro Guimarães, Emir Sader y Jorge Taiana.

## Miembros fundadores
Amersur fue fundada en 1997 por los investigadores Alberto Justo Sosa, Cristina Dirié, Celia Mayer, Claudio Lentini, Susana Goicochea y María Elena Rosa.

## Pertenencia institucional
Forma parte del Foro Consultivo Económico-Social Sección Argentina del MERCOSUR y del Consejo Consultivo de la Sociedad Civil del Ministerio de Relaciones Exteriores, Comercio Internacional y Culto de la República Argentina.